# Klosterkirche Seebach

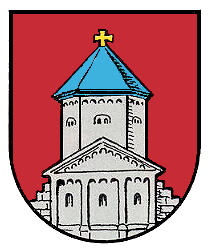
Stilisierte Darstellung der Kirche auf dem Seebacher Ortswappen

Die protestantische Klosterkirche St. Laurentius in Seebach im Landkreis Bad Dürkheim, Rheinland-Pfalz, ist ein romanisches Bauwerk in der Pfalz.

## Geschichte
Sie ist die Konventskirche des 1136 erstmals urkundlich erwähnten, durch Ritter Siegfried von Seebach gestifteten Benediktinerinnenklosters Seebach und entstand um 1200 als eine dreischiffige, romanische Pfeilerbasilika mit Flachdecke, welche dem Hl. Laurentius geweiht war. 1210 erhob man das Kloster zur Abtei. Bei der Belagerung von Dürkheim durch Kurfürst Friedrich von der Pfalz wurde das Langhaus 1471 schwer beschädigt und 1482–1488 im gotischen Stil wieder aufgebaut. Um 1500 erlebte der Konvent unter der gebildeten Äbtissin Richmunde von der Horst († 1520) eine letzte Blüte. 1591, nach Einführung der Reformation, erfolgte die Aufhebung des Klosters. Das Klostergesinde blieb dort ansässig. So entstand das zugehörige Dorf Seebach, heute ein Ortsteil von Bad Dürkheim.
Nach 1609 wurden Chor und Vierung durch Zwischenwände von den maroden Querschiffen und vom Langhaus getrennt. Die Restkirche diente der kleinen reformierten Gemeinde zum Gottesdienst. Langhaus und Querschiffe verfielen, die Bevölkerung nutzte sie als Steinbruch. 1870–1887 wurde der Bau außen und innen renoviert, im Inneren errichtete man eine Empore aus weißem Sandstein. 1965 erfolgte der Anbau einer Sakristei an der südlichen Chorwand.
Die Kirche wurde zum Wahrzeichen der Gemeinde Seebach und ist Bestandteil des Ortswappens.

## Heutiger Baubestand

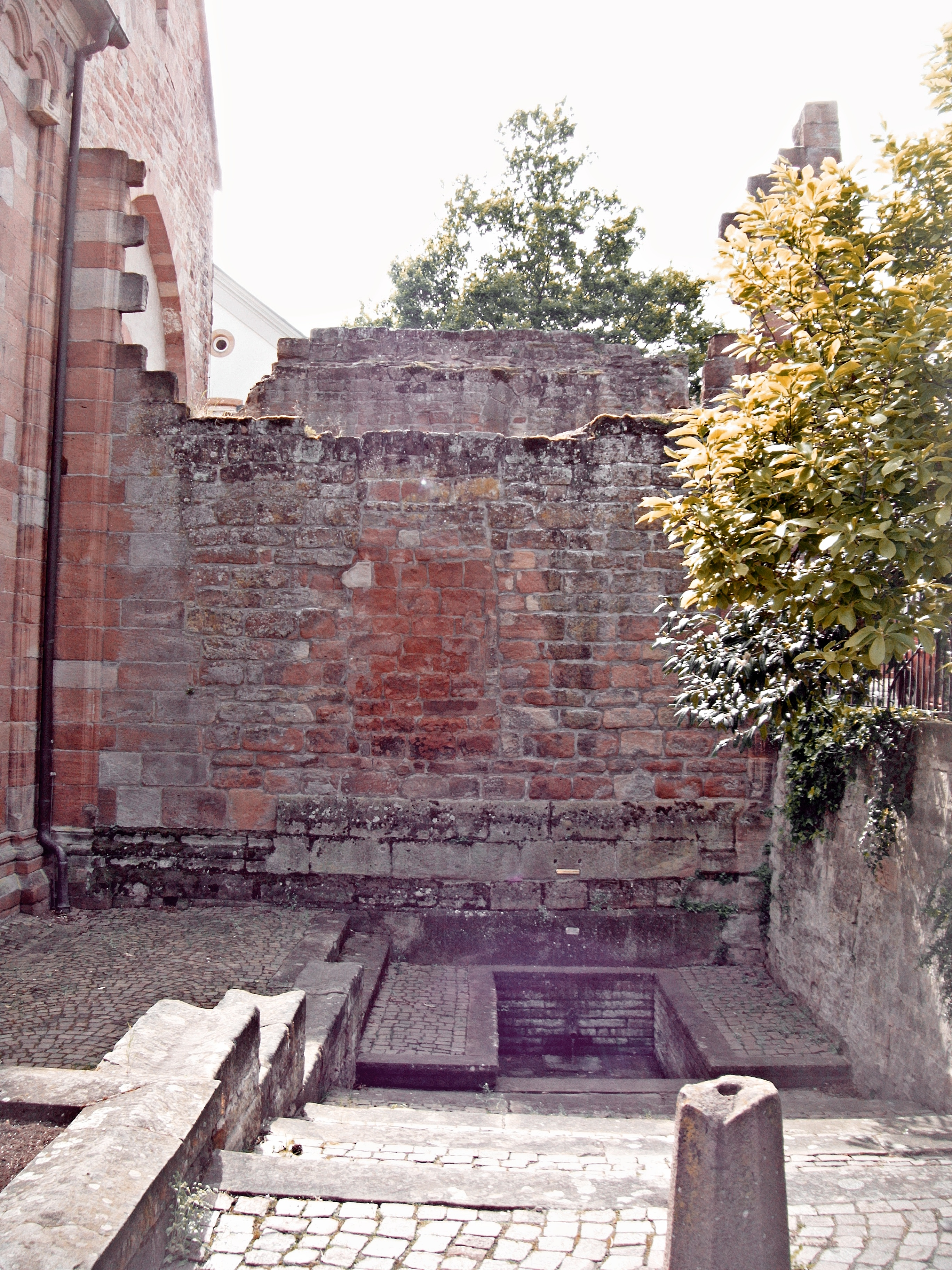
Quellenanlage unter der Ostwand des nördlichen Querschiffes

Von der historischen Klosterkirche, mit Grundriss eines lateinischen Kreuzes, haben sich die romanische Vierung mit dem markanten oktogonalen Vierungsturm und der flach abschließende Chor erhalten. Die Außenwände des Chores zeigen Stilverwandtschaft mit den Ostteilen des Wormser Domes. Doch haben Lisenen, Rundbogenfriese und die Fenster mit Stufengewänden eine charakteristische Eigenart erfahren, wozu nicht zuletzt die Harmonie des Quadermauerwerks beiträgt. Die Gewölbe von Chor und Vierung sind gotisch erneuert. Pfeiler und Eckdienste besitzen Polsterkapitelle. Der heutige Haupteingang befindet sich auf der Westseite, am Übergang von der Vierung zum Langhaus; letzteres ist restlos verschwunden.
Seitlich an die Vierung angebaut stehen die Ruinen der ehemaligen Querschiffe, wovon das nördliche noch eine Fassade mit Rundbogenfries und romanischem Westportal aufweist. In der Nordwand besitzt es eine kleinere Rundbogenpforte mit romanischem Tympanon. Die Ruine des nördlichen Querschiffes dient heute als Kolumbarium. Bekannteste dort bestattete Person ist die ehemalige Landrätin Sabine Röhl (1957–2012). Zwei mittelalterliche Grabplattenreste sind hier in die Wände eingelassen und verschiedene Spoliensteine wurden als Zierrat platziert. In der Ruine des südlichen Querschiffes befinden sich Gedenktafeln für die Toten beider Weltkriege.
Unter dem nördlichen Querschiff tritt nach Osten hin eine gefasste Quelle aus.

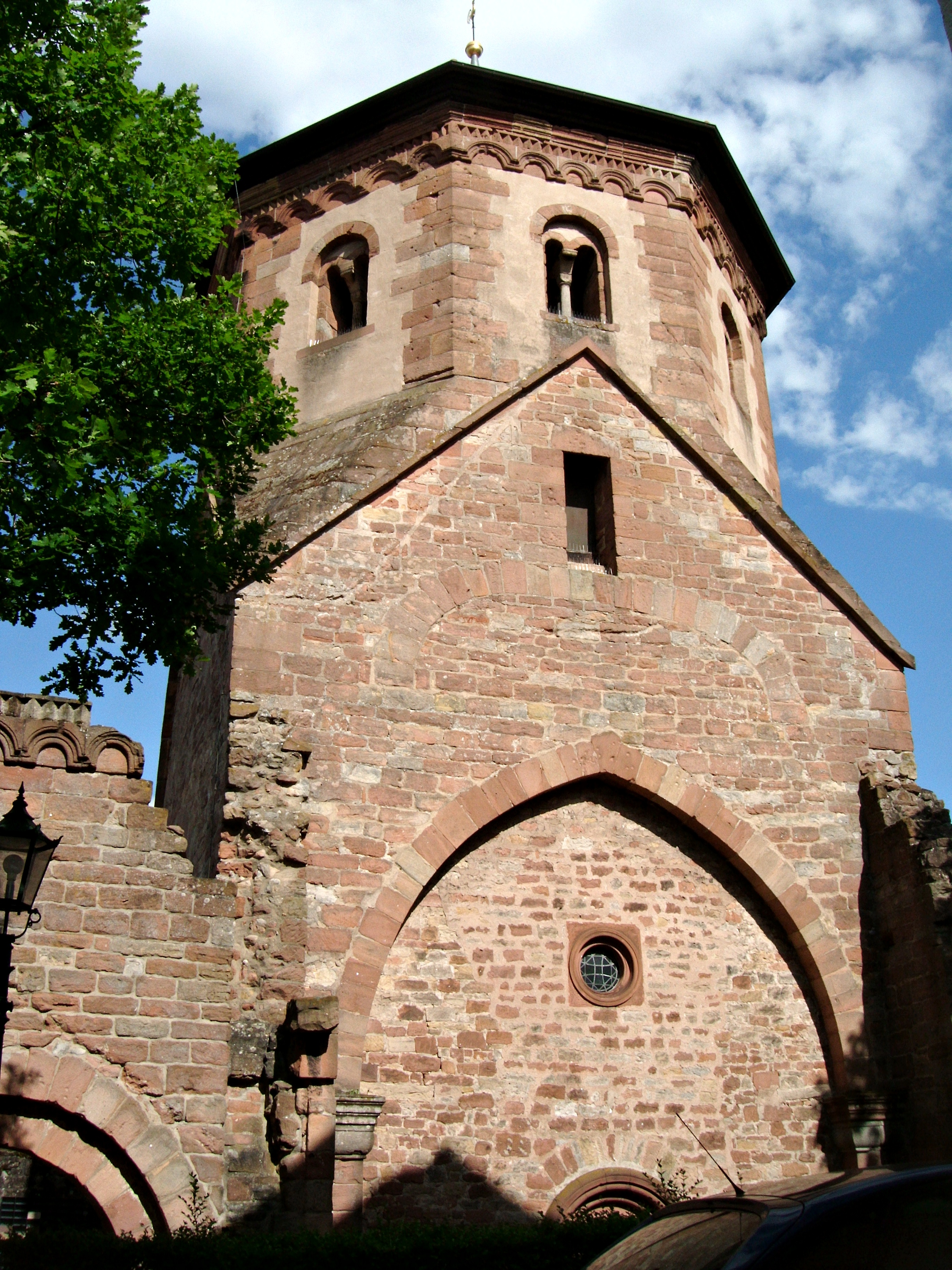
Klosterkirche von Westen
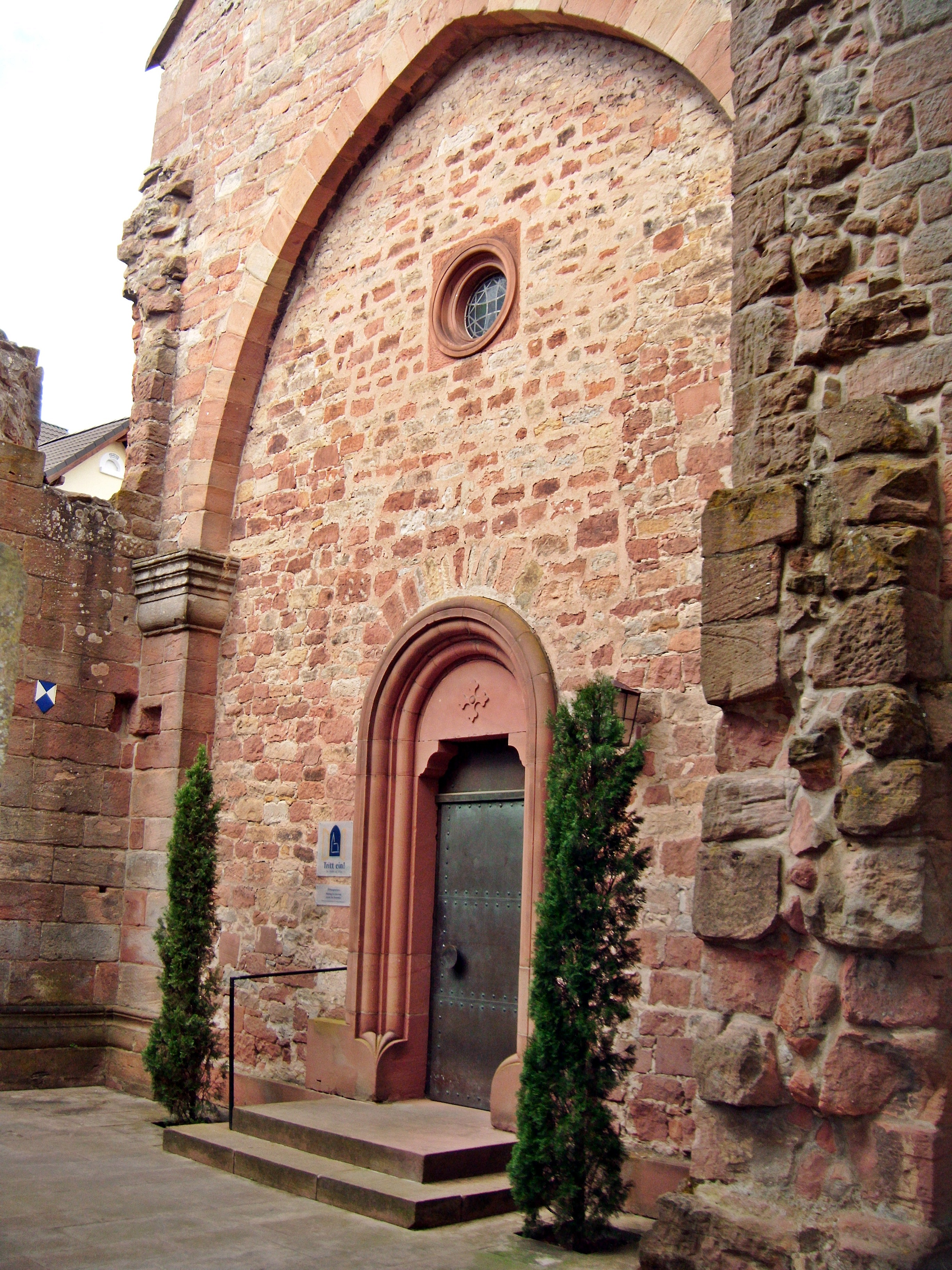
Heutiger Haupteingang auf der Westseite
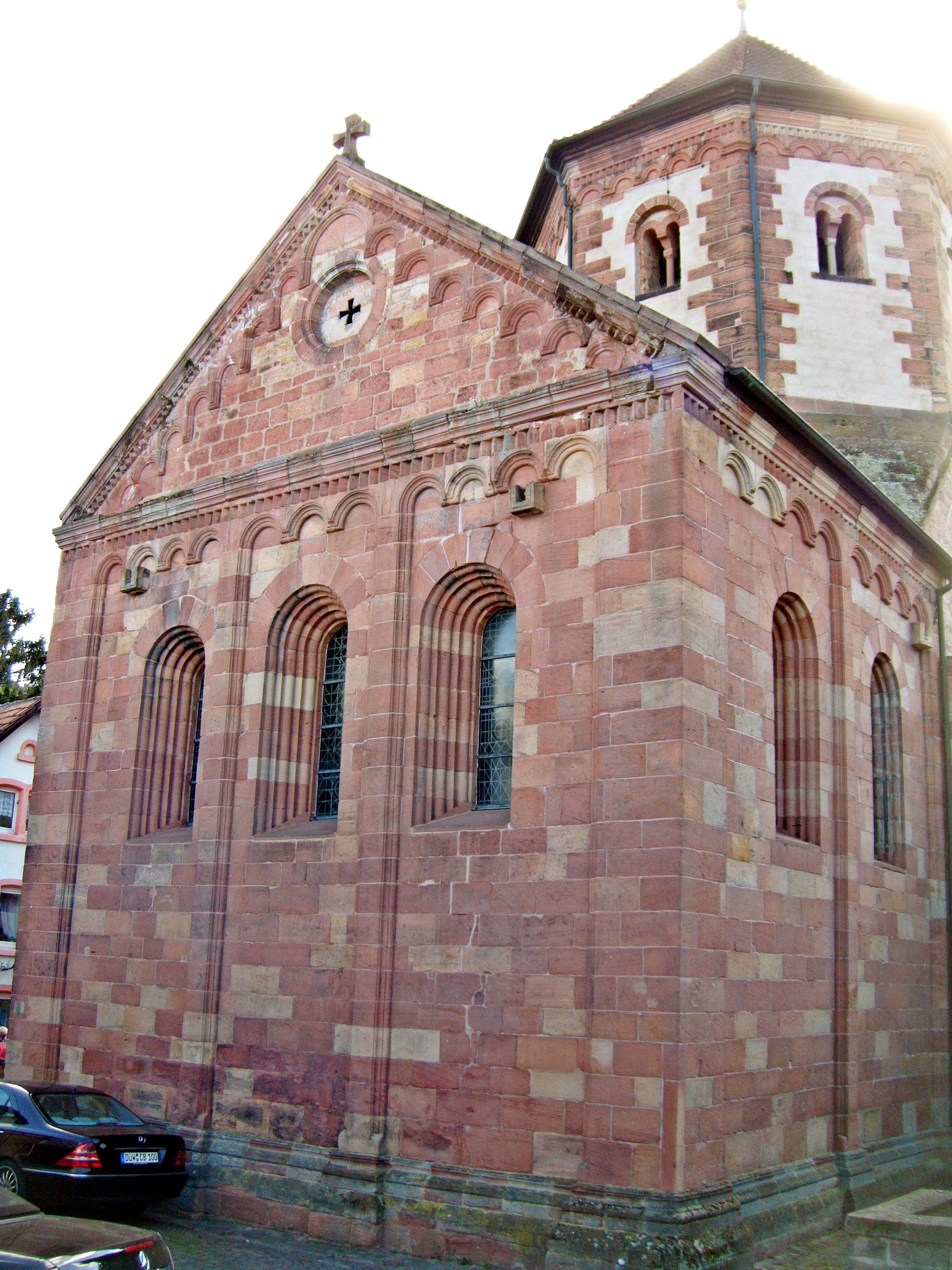
Nahaufnahme Chor
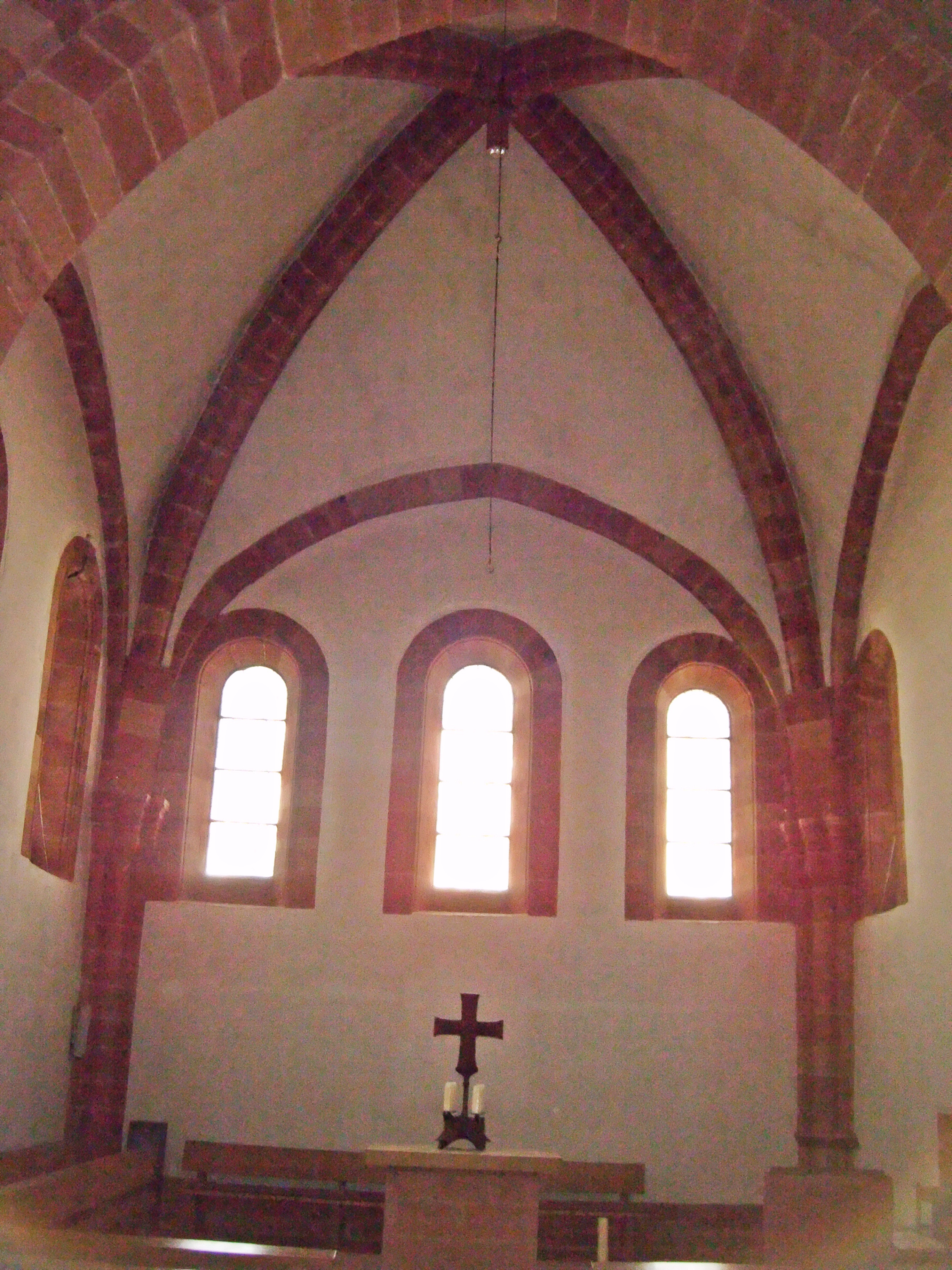
Innenaufnahme Chor
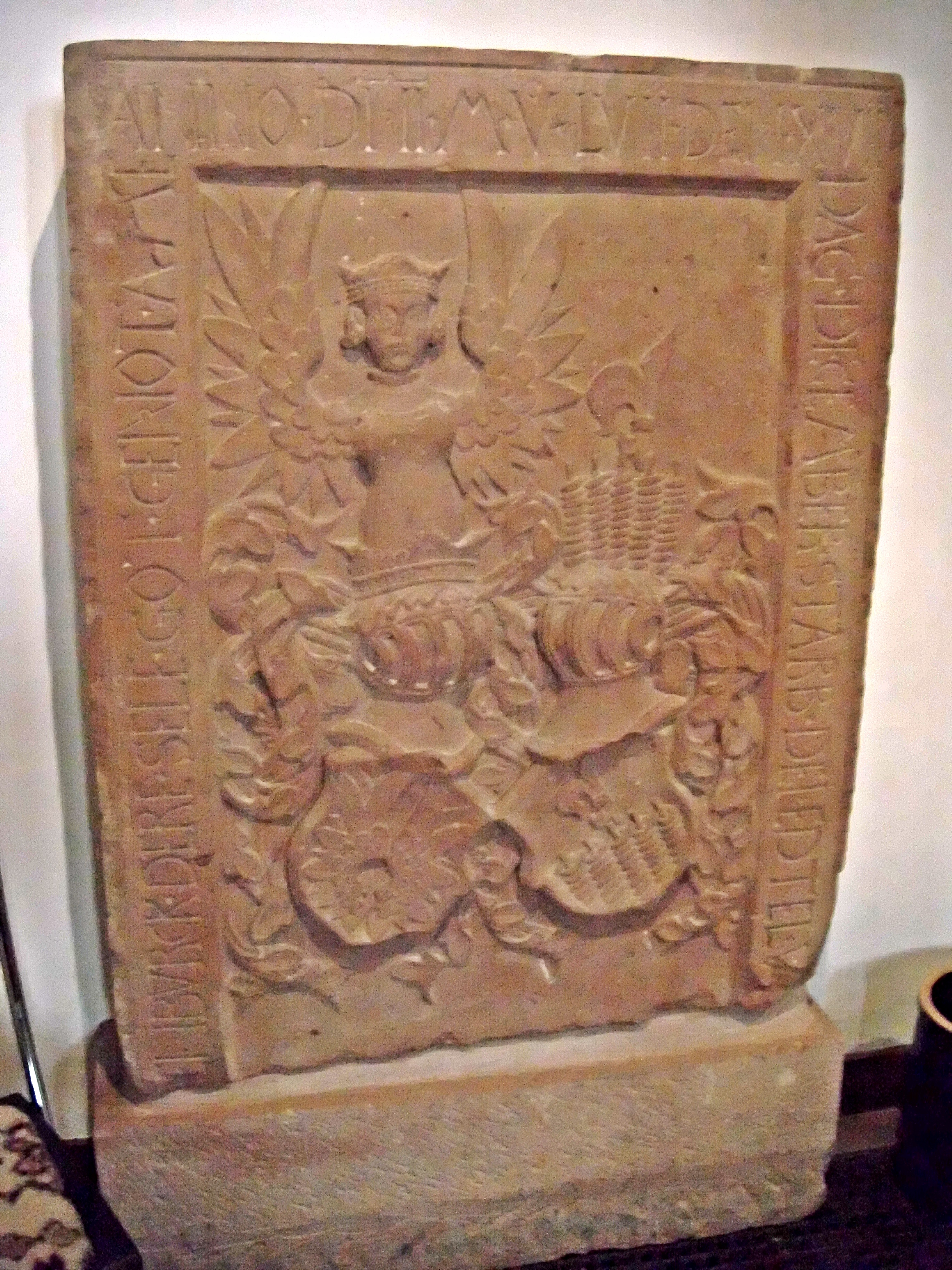
Innenbereich, Grabplatte, 1557
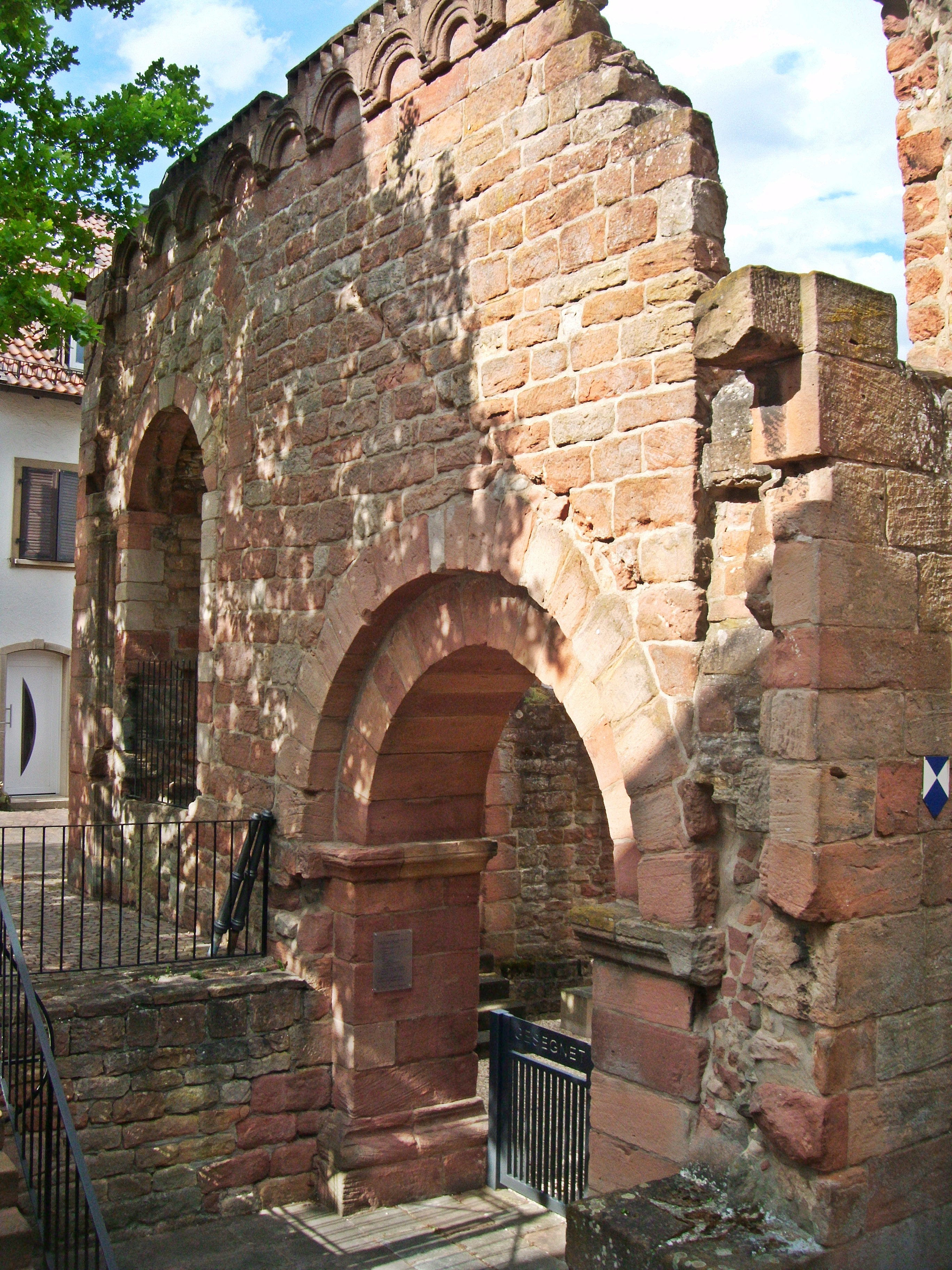
Westfassade nördliches Querschiff (Kolumbarium)
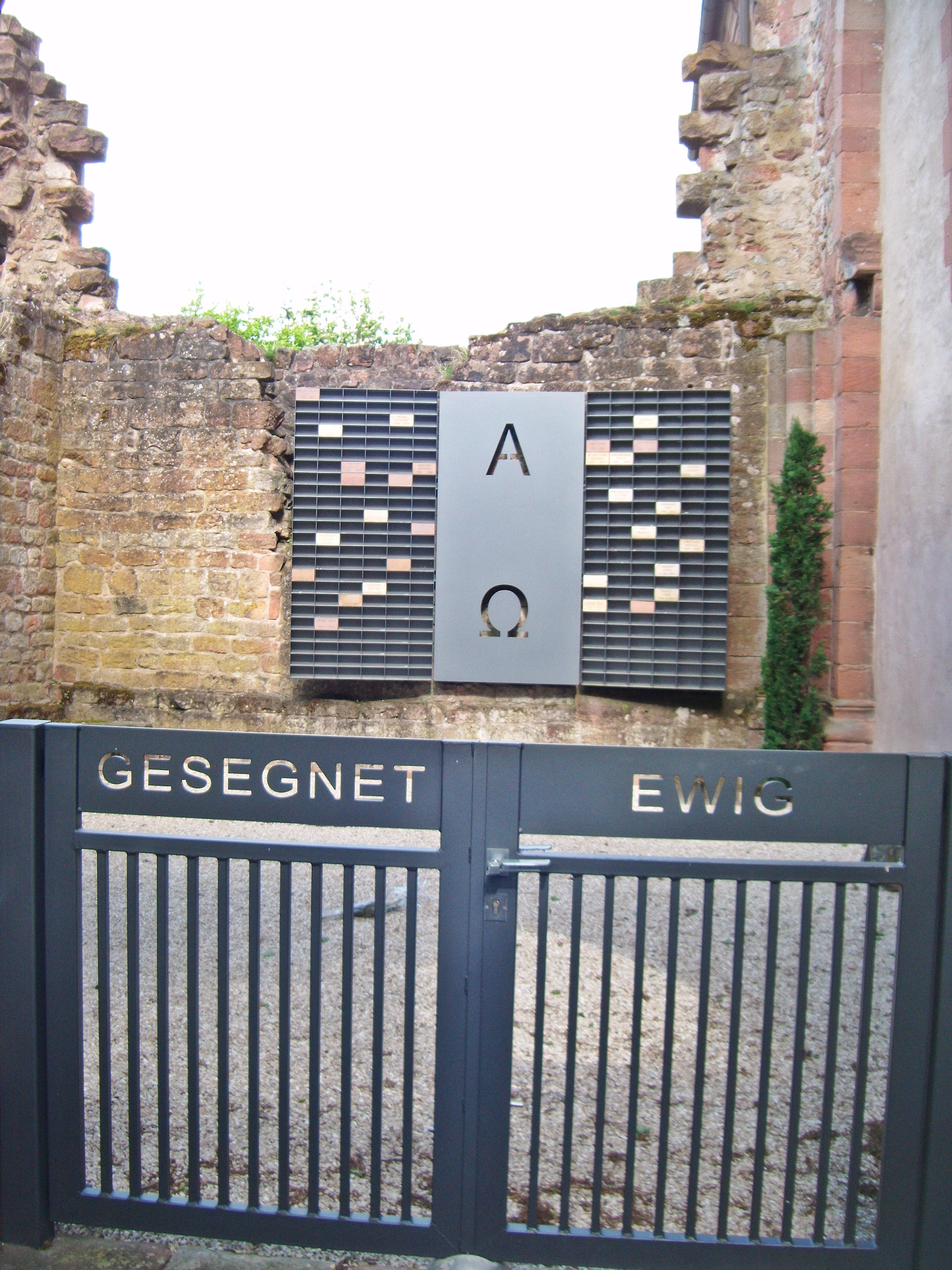
Kolumbarium in der Ruine des nördlichen Querschiffes
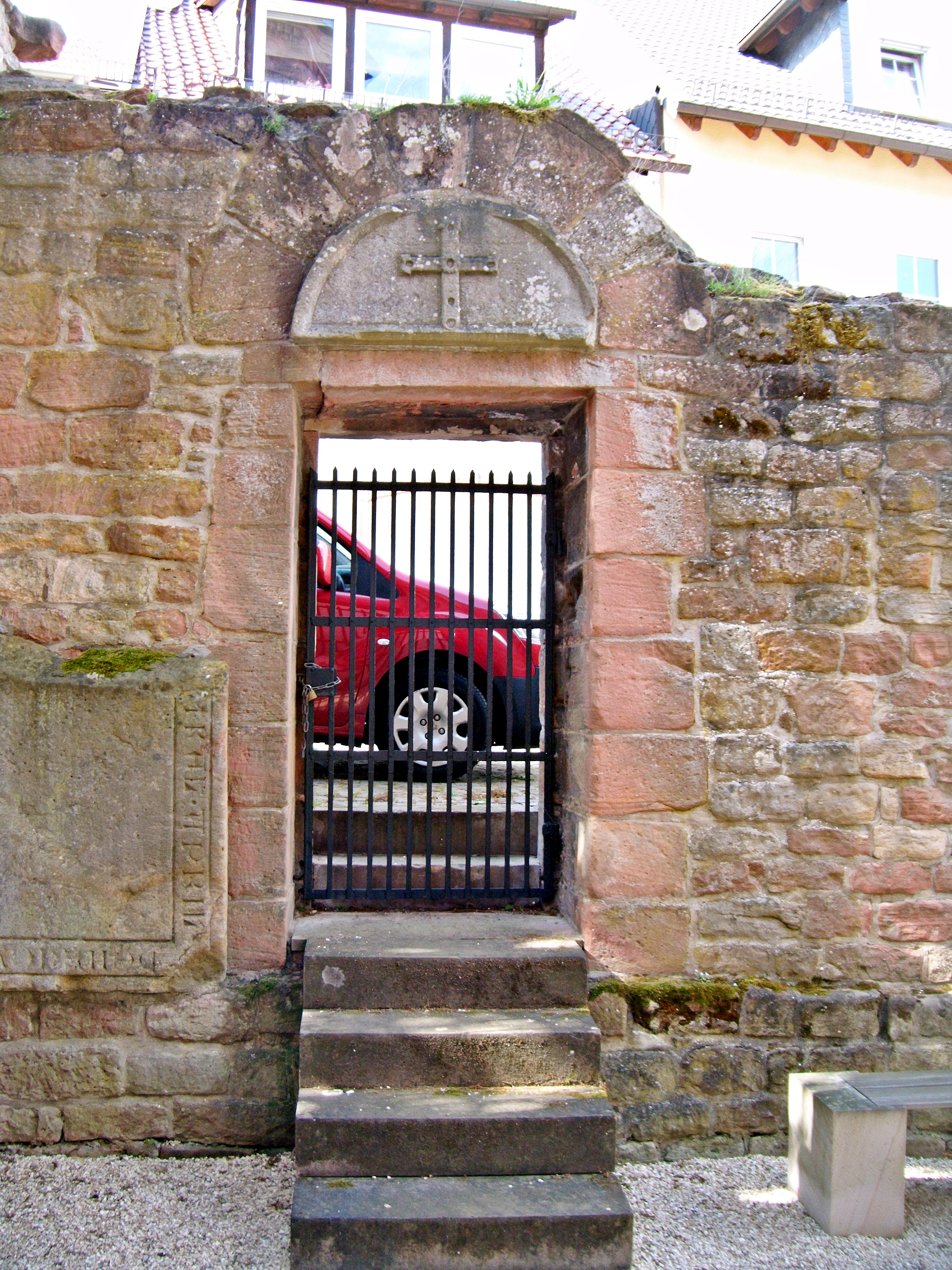
Nordeingang des nördlichen Querschiffes (heutiges Kolumbarium)
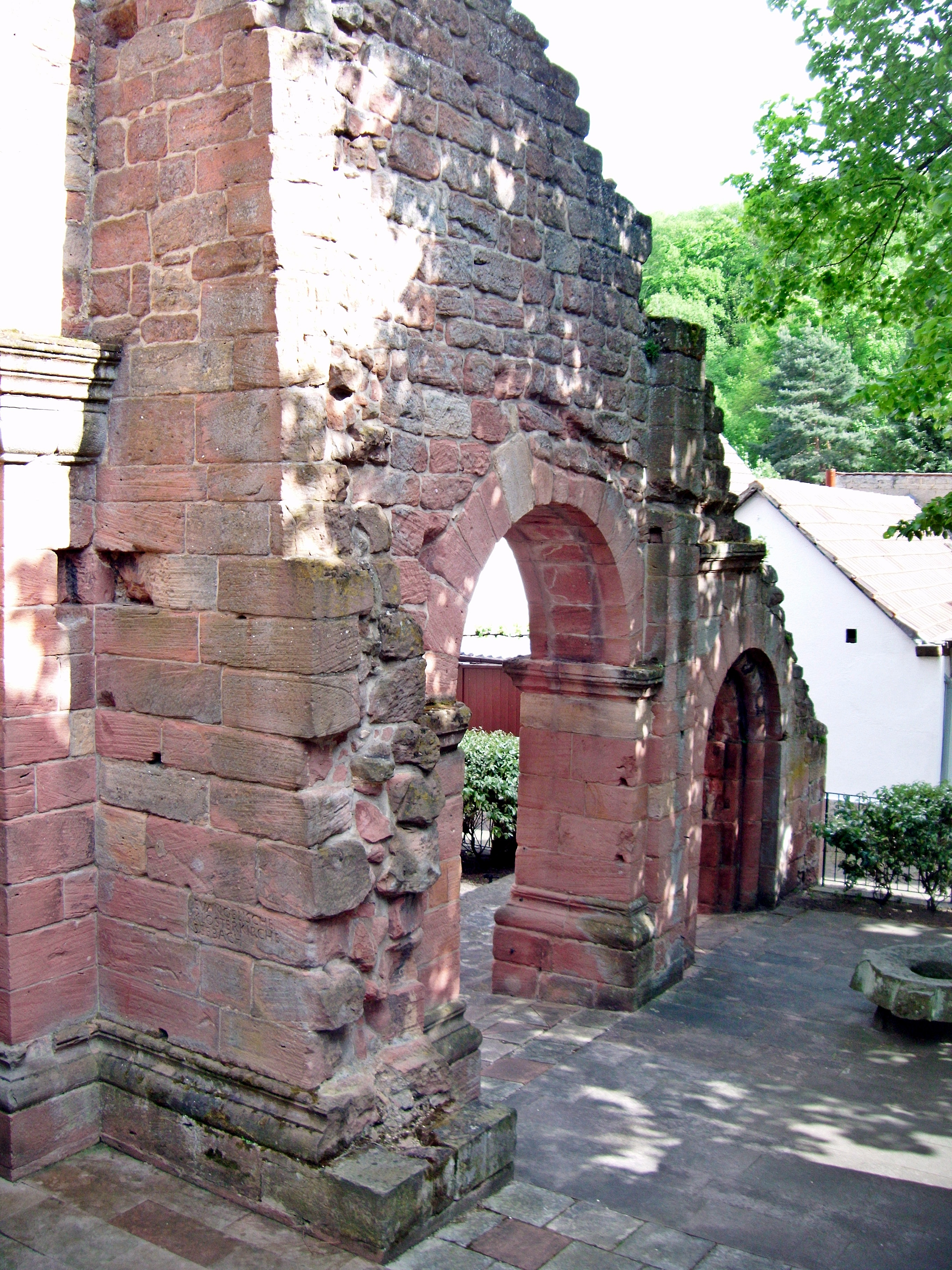
Westfassade südliches Querschiff
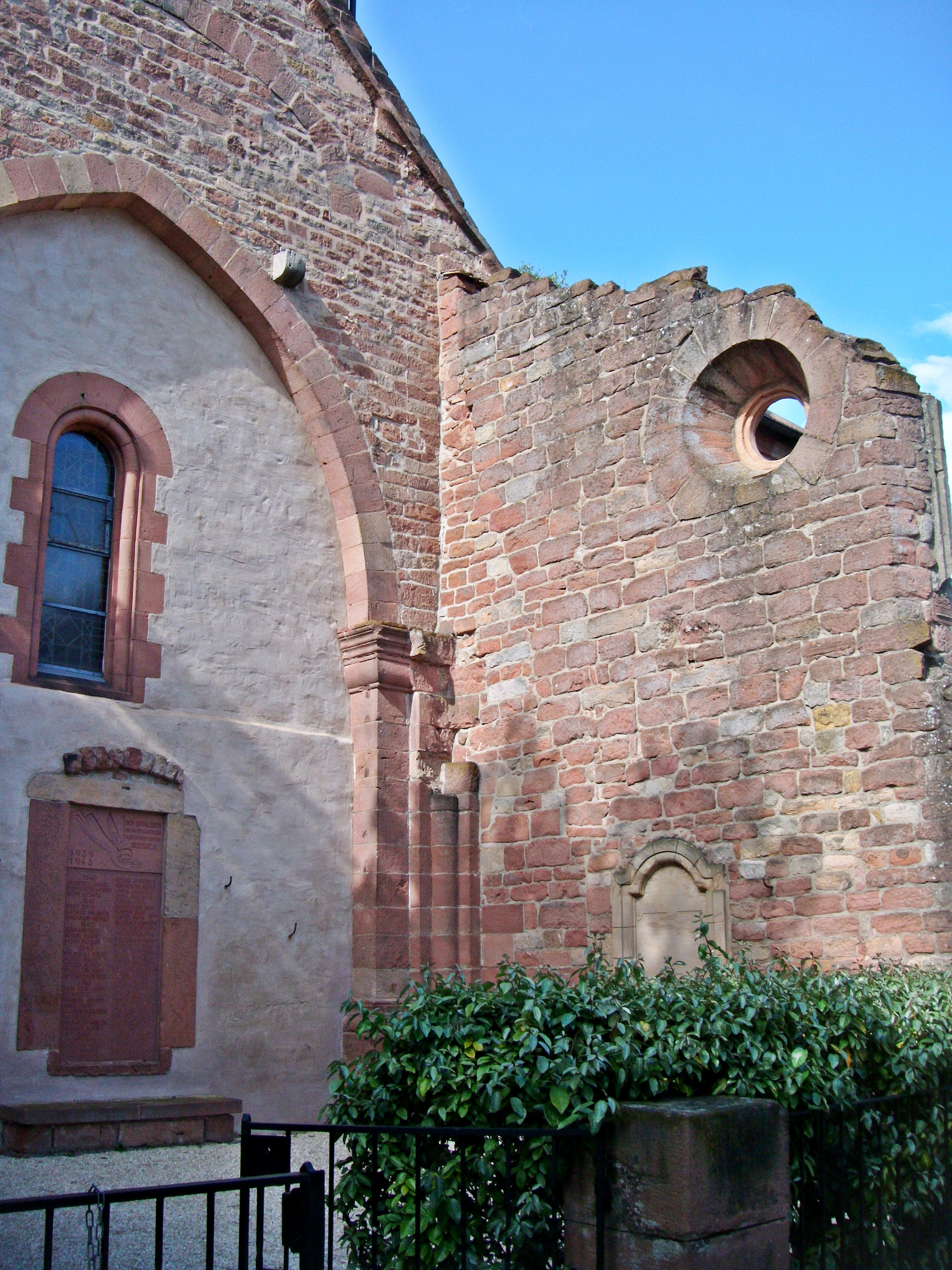
Ruine südliches Querschiff (Kriegergedenkstätte)